# Listă de orașe din statul Florida

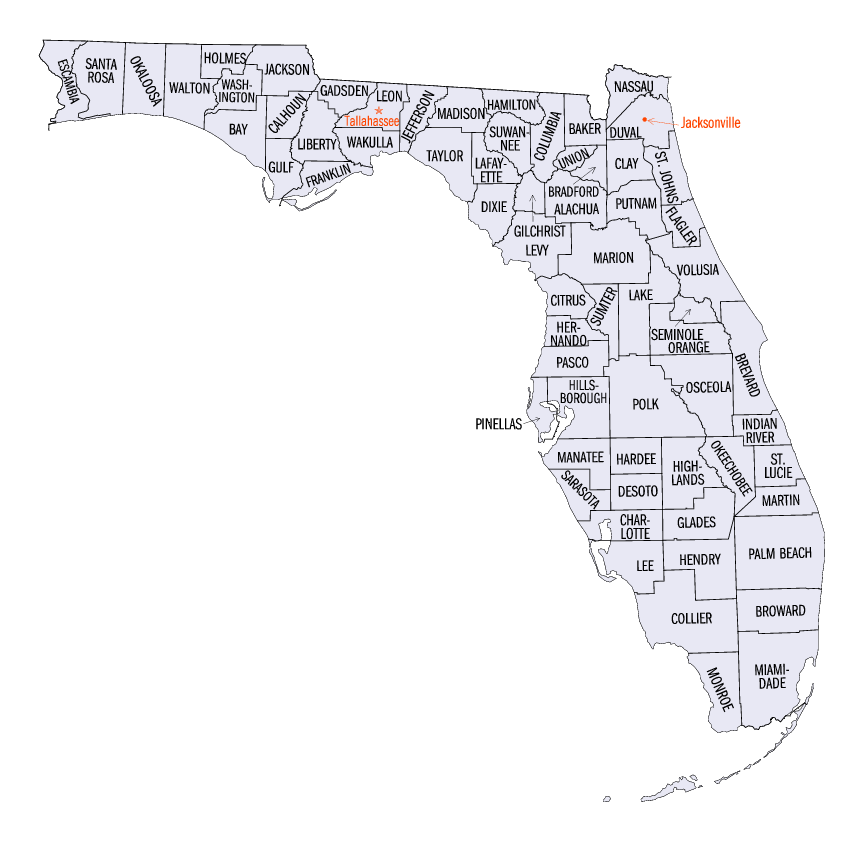
Harta celor 67 de comitate din statul din SUA

- Această pagină este o listă alfabetică a celor 283 de orașe din statul Florida.

- Vedeți și Listă de municipalități din statul Florida.
  - Vedeți și Listă de târguri din statul Florida.
  - Vedeți și Listă de sate din statul Florida.

respectiv
- Vedeți și Listă de comitate din statul Florida.
- Vedeți și Listă de locuri desemnate pentru recensământ din statul Florida.
- Vedeți și Listă de comunități neîncorporate din statul Florida.
- Vedeți și Listă de localități din statul Florida.
- Vedeți și Listă de localități dispărute din statul Florida.
- Vedeți și Listă de rezervații amerindiene din statul Florida.

## A
- Alachua
- Altamonte Springs
- Anna Maria
- Apalachicola
- Apopka
- Arcadia
- Archer
- Atlantic Beach
- Atlantis
- Auburndale
- Aventura
- Avon Park

## B
- Bartow
- Bay Lake
- Belleair Beach
- Belleair Bluffs
- Belle Glade
- Belle Isle
- Belleview
- Blountstown
- Boca Raton
- Bonifay
- Bonita Springs
- Bowling Green
- Boynton Beach
- Bradenton
- Bradenton Beach
- Bristol
- Brooksville
- Bunnell
- Bushnell

## C
- Callaway
- Cape Canaveral
- Cape Coral
- Carrabelle
- Casselberry
- Cedar Key
- Center Hill
- Chattahoochee
- Chiefland
- Chipley
- Clearwater
- Clermont
- Clewiston
- Cocoa
- Cocoa Beach
- Coconut Creek
- Coleman
- Cooper City
- Coral Gables
- Coral Springs
- Crescent City
- Crestview
- Crystal River

## D
- Dade City
- Dania Beach
- Davenport
- Davie
- Daytona Beach
- Daytona Beach Shores
- DeBary
- Deerfield Beach
- DeFuniak Springs
- DeLand
- Delray Beach
- Deltona
- Destin
- Doral
- Dunedin
- Dunnellon

## E
- Eagle Lake
- Edgewater
- Edgewood
- Englewood
- Estero
- Eustis
- Everglades

## F
- Fort Lauderdale
- Fort Myers
- Fort Pierce
- Frostproof
- Fernandina Beach

## G
- Gainesville
- Graceville
- Greenacres
- Green Cove Springs
- Gretna
- Groveland
- Gulf Breeze
- Gulfport
- Glen Saint Mary

## H
- Haines City
- Hallandale Beach
- Hampton
- Hawthorne
- Hialeah
- Hialeah Gardens
- High Springs
- Holly Hill
- Hollywood
- Holmes Beach
- Homestead

## I
- Indian Harbour Beach
- Indian Rocks Beach
- Inverness
- Islandia

## J
- Jacksonville
- Jacksonville Beach
- Jacob City
- Jasper

## K
- Key Colony Beach
- Keystone Heights
- Key West
- Kissimmee
- Key Largo

## L
- La Belle
- Lake Alfred
- Lake Buena Vista
- Lake Butler
- Lake City
- Lake Helen
- Lakeland
- Lake Mary
- Lake Wales
- Lake Worth
- Largo
- Lauderdale Lakes
- Lauderhill
- Laurel Hill
- Lawtey
- Layton
- Leesburg
- Lighthouse Point
- Live Oak
- Longwood
- Lynn Haven

## M
- Macclenny
- Madeira Beach
- Madison
- Maitland
- Marathon
- Marco Island
- Margate
- Marianna
- Mary Esther
- Mascotte
- Melbourne
- Mexico Beach
- Miami
- Miami Beach
- Miami Gardens
- Miami Springs
- Middleburg
- Midway
- Milton
- Minneola
- Miramar
- Monticello
- Moore Haven
- Mount Dora
- Mulberry

## N
- Naples
- Neptune Beach
- Newberry
- New Port Richey
- New Smyrna Beach
- Niceville
- North Bay Village
- North Lauderdale
- North Miami
- North Miami Beach
- North Port

## O
- Oak Hill
- Oakland
- Oakland Park
- Ocala
- Ocoee
- Okeechobee
- Oldsmar
- Opa-locka
- Orange City
- Orange Park
- Orlando
- Ormond Beach
- Oviedo

## P
- Pahokee
- Palatka
- Palm Bay
- Palm Beach Gardens
- Palm Coast
- Palmetto
- Panama City
- Panama City Beach
- Parker
- Parkland
- Pembroke Pines
- Pensacola
- Perry
- Pinellas Park
- Plantation
- Plant City
- Pompano Beach
- Port Orange
- Port Richey
- Port Saint Joe
- Port Saint Lucie
- Punta Gorda
- Poinciana

## Q
- Quincy

## R
- Riviera Beach -
- Rockledge

## S
- Safety Harbor
- Saint Augustine
- Saint Augustine Beach
- Saint Cloud
- Saint Marks
- Saint Pete Beach
- Saint Petersburg
- San Antonio
- Sanford
- Sanibel
- Sarasota
- Satellite Beach
- Sebastian
- Sebring
- Seminole
- Sopchoppy
- South Bay
- South Daytona
- South Miami
- South Pasadena
- Springfield
- Starke
- Stuart
- Sunny Isles Beach
- Sunrise
- Sweetwater
- Sanderson

## T
- Tallahassee
- Tamarac
- Tampa
- Tarpon Springs
- Tavares
- Temple Terrace
- Titusville
- Treasure Island
- Trenton

## U
- Umatilla

## V
- Valparaiso
- Venice
- Vernon
- Vero Beach

## W
- Waldo
- Wauchula
- Webster
- Weeki Wachee
- West Melbourne
- West Miami
- Weston
- West Palm Beach
- West Park
- Wewahitchka
- Wildwood
- Williston
- Wilton Manors
- Winter Garden
- Winter Haven
- Winter Park
- Winter Springs
- Woodville

## Y
- Yulee

## Z
- Zephyrhills